# Downer Group
Downer Group est une entreprise australienne d’ingénierie et de construction, présente notamment dans le secteur minier, des transports , de l'eau et de l'énergie. Son siège social est situé à Sydney.

## Histoire
En 2000, l'entreprise d'étanchéité routière Bitumix a été rachetée à BP. En 2001, Downer a fusionné avec Evans Deakin Industries pour former Downer EDI,. Entre 2003 et 2008, Downer a également acquis Stork, QCC, Snowden, Emoleum et Excell Corporation. En octobre 2014, les actifs de construction de Tenix ont été acquis.
En mars 2017, Downer Group annonce l'acquisition de Spotless Group pour 1,27 milliard de dollars australiens.